# سلام بومباي (فلم)
سلام بومباي (بالإنجليزية: Salaam Bombay!) فيلم دراما عن الجريمة باللغة الهندية لعام 1988 من إخراج ميرا ناير، التي شاركت في كتابته وإنتاجه. كان هذا أول فيلم روائي طويل من إخراج ناير. يصور الفيلم الحياة اليومية للأطفال الذين يعيشون في الأحياء الفقيرة في بومباي (مومباي الآن)، أكبر مدن الهند، بالإضافة إلى الجريمة في الهند. الفيلم من تمثيل النجوم شفيق سيد - راغوفير ياداف - أنيتا كانوار - نانا باتيكار.
جاء إلهام ناير للفيلم من روح أطفال الشوارع في بومباي وكيف يعيشون. بدأ الإنتاج في أوائل عام 1988، وشارك في تمويل الفيلم مؤسسة تطوير الأفلام الوطنية في الهند. حقق الفيلم بعد إصداره في جميع أنحاء العالم في 6 أكتوبر 1988، ما يقدر بنحو 7.4 مليون دولار في شباك التذاكر في الخارج، مقابل ميزانية إنتاج قدرها 450.000 دولار.
ترشح الفيلم لجائزة الأوسكار لأفضل فيلم روائي دولي في حفل توزيع جوائز الأوسكار الحادي والستين، بعد إصداره الأولي في 11 مايو 1988 في مهرجان كان السينمائي، حيث نال اشادة كبيرة من النقاد، كما فاز بجائزة الكاميرا الذهبية والجمهور. حصل الفيلم على جائزة الفيلم الوطني لأفضل فيلم روائي طويل باللغة الهندية، وجائزة المجلس الوطني للمراجعة لأفضل فيلم بلغة أجنبية وثلاث جوائز في مهرجان مونتريال السينمائي العالمي. كان الفيلم ضمن قائمة صحيفة نيويورك تايمز «أفضل 1000 فيلم على الإطلاق».

## القصة
يشعل كريشنا النار في دراجة أخيه الأكبر النارية انتقاماً منه لتخويفه وإهانته. تصطحبه والدته الغاضبة إلى سيرك أبولو القريب وتخبره أنه لا يمكنه العودة إلى البيت إلا عندما يربح 500 روبية لدفع ثمن ما قام به من أضرار. يوافق كريشنا ويبدأ العمل في السيرك. يعمد السيرك للانتقال إلى موقعه التالي، ويطلب منه رئيسه تنفيذ مهمة ولكن عندما يعود كريشنا يجد أن السيرك قد رحل. يقف كريشنا وحيداً، ليس لديه مكان يلجأ إليه، وليس لديه مال لسداد ديونه، ويقرر السفر إلى بومباي، أقرب مدينة كبيرة. بمجرد وصوله، يفقد مالديه من مال قليل، ويضطر للعمل مع اللصوص ويقيم صداقات معهم وينتهي به المطاف في منطقة الضوء الأحمر سيئة السمعة في طريق فوكلاند بالقرب من محطة سكة حديد جرانت رود.
يساعده مروج المخدرات المدمن تشيلم في الحصول على وظيفة في محل صغير للشاي، ويصبح معلمه وناصحه. يلتقي كريشنا بتاجر المخدرات بابا، وزوجته العاهرة ريخا. يتعلم كريشنا كيف يتعايش معهم، ولكنه لا يزال هدفه هو جمع الأموال التي يحتاجه للعودة إلى اسرته، وسرعان ما يكتشف أن توفير المال في محيطه الجديد هو أقرب إلى المستحيل، ومما يزيد الطين بلة، أنه معجب بفتاة صغيرة تدعى سولا سال، تم بيعها مؤخرًا إلى بيت الدعارة. يشعل كريشنا النار في غرفتها ويحاول الهرب.
يعمل كريشنا، بالإضافة إلى عمله في كشك الشاي، في وظائف غريبة لتوفير بعض المال ومساعدة تشيلم، الذي لا يستطيع البقاء على قيد الحياة بدون مخدرات. تكلف إحدى هذه الوظائف الفردية كريشنا وظيفته في كشك الشاي، وللحصول على المزيد من المال، يقوم كريشنا ورفاقه بسرقة رجل مسن بعد اقتحام منزله في وضح النهار. يكتشف كريشنا أن الأموال التي ادخرها في نهاية المطاف قد سرقها تشيلم وتناول جرعة كبيرة من المخدرات، ولفظ أنفاسه الأخيرة.
تقبض الشرطة، ذات ليلة، على كريشنا ومن معه، أثناء عودتهم إلى المنزل من العمل، ويقتادوهم إلى منزل الأحداث. يهرب كريشنا ويعود إلى عالمه، في تجارة المخدرات مع بابا. يلتقي كريشنا بسولا سال ويحاول إقناعها بالهرب معه، ولكنها تصارحه أنها مفتونة ببابا ولم تعد مهتمة به، وتقرر رخا الغاضبة ان تهجر بابا، الذي يضربها انتقامًا منها. يتدخل كريشنا في الوقت المناسب ويقتل بابا في نوبة من الغضب. يحاول كريشنا الهرب مع ريخا، لكنهما يضيعوا من بعضهما في زحام موكب تكريم الإله جانيش راعي المفكرين والمصرفيين والكتبة والمؤلفين. ينتهي الفيلم بتكبير بطيء لوجه كريشنا البائس، وحده ويعود إلى نفس الواقع الذي بدأ به.

## الممثلون
- شفيق سيد: في دور كريشنا الياس تشايباو
- أنجان: في دور طفل في السيرك
- عمريت باتيل: في دور مدير السيرك
- موراري شارما: في دور بائع تذاكر
- رام مورثي: في دور رجل مجنون
- شرف الدين قريشي: في دور كويلا
- راجو بارناد: في دور كيرا
- راغوفير ياداف: في دور تشيلم
- أنيتا كانوار: في دور رخا
- نانا باتيكار: في دور بابا
- ارشاد هاشمي: في دور تشاتشا
- هانزا فيثال: في دور مانجو
- موهنراج بابو: في دور سليم
- تشاندرا شيكار نايدو: في دور تشنجال
- كريشنا ثابا: في دور الوسيط النيبالي
- تشاندا شارما: في دور سولا سال
- شوكت عزمي: في دور مالك بوردال
- حنيف زهور: في دور حارس
- جميلة: في دور امرأة على الحدود
- راميش راي: في دور الحلاق
- شوكت إنامدار: في دور صاحب متجر في سوق كروفورد
- عرفان خان: في دور كاتب رسائل
- نيل جيتينجر: في دور العم سام
- يونس بارفيز: في دور هاشيمباي[8]

## الاستقبال

### شباك التذاكر
حصل سلام بومباي على 2.080.046 دولارًا أمريكيًا في الولايات المتحدة وكندا. باع الفيلم 633899 تذكرة في فرنسا، متوسط سعر التذكرة في عام 1988 كان 34 فرنكًا، وهو ما يعادل 21.552.566 فرنكًا (3.803.394 دولارًا أمريكيًا). باع الفيلم في ألمانيا 258.728 تذكرة؛ كان متوسط سعر التذكرة في عام 1989 9.5 مارك ألماني، وهو ما يعادل 2.457.916 مارك ألماني (1.550.736 دولارًا أمريكيًا). بلغ متوسط سعر الصرف في عام 1988 دولارًا أمريكيًا واحدًا يساوي 1.585 مارك ألماني، وهو ما يعادل 1.550.736 دولارًا أمريكيًا، مقابل ميزانية إنتاج تبلغ 450.000 دولار، حقق الفيلم إجماليًا يقدر بـ 7.434.176 دولارًا أمريكيًا في الأسواق الخارجية، وأصبح أحد أعلى الأفلام الهندية ربحًا في الأسواق الخارجية في ذلك الوقت.

### النقد الفني
منح موقع روتن توميتوز الفيلم تقييم مقداره 93% بناء على آراء 29 ناقد فني، وكتب إجماع نقاد الموقع: «سلام بومباي يعرض الحياة في جزء من العالم لم يره العديد من المشاهدين مطلقًا، ولكن بما يكفي من التعاطف والنعمة لتحقيق ذلك».
منح موقع ميتاكريتيك الفيلم تقييم مقداره 78% بناء على آراء 4 نقاد.
كتب الناقد السينمائي روجر إيبرت: «إن تاريخ صناعة فيلم» سلام بومباي«مثير للاهتمام تقريبًا مثل الفيلم نفسه»، وعلقت الكاتبة الإنجليزية هيلاري مانتيل قائلة: «فيلم دافئ وحيوي، من إنتاج ميرا ناير مع حفنة قليلة فقط من الممثلين المحترفين». كتب تيد شين من شيكاغو ريدر: «الفيلم شجاع بلا هوادة، ولكن مع حنان المرأة، فإنه يمنح الشخصيات أيضًا لحظة من النعمة». كتبت مجلة تايم أن: «الفيلم  يستحق جمهورًا عريضًا، ليس فقط لفتح أعين الأمريكيين على محنة الجوع والتشرد في الخارج، ولكن لفتح العقول الأمريكية لحيوية السينما بدون حافة ونهايات سعيدة». صرح الناقد السينمائي الأمريكي ديف كير قائلاً: «يرجع الفضل إلى ناير في أنها لا تستغل غرابة مكانها، ولا بؤس رعاياها». صرح الناقد السينمائي الأمريكي ديفيد ستريت قائلاُ: «لقد تم تمثيل الفيلم بشكل رائع وتم تصويره بشكل جميل، ومع ذلك، يمثل أول فيلم روائي طويل ميمون للمخرجة الهندية الأمريكية ميرا ناير»، وعلق بيتر ترافرز قائلاً: «شاعرية، قوية ومزعجة، سلام بومباي يتجاوز الحواجز اللغوية والثقافية». كتب فينسينت كانبي: «بالنسبة لفيلم عن اليأس، نجد سلام بومباي يظهر». كتب كريستوفر نول الناقد السينمائي وكاتب عمود ومدون سابق لموقع ياهو: «أثبتت ناير قدرتها المبكرة على استخدام الكاميرا، والحصول على أداء من الممثلين عديمي الخبرة بوضوح، لكن مواهبها الكتابية أكثر قيمة».

## الجوائز والترشيحات
في مهرجان كان السينمائي مايو 1988: فاز بجائزة الكاميرا الذهبية، وجائزة المشاهدين.
جمعية لوس أنجلوس لنقاد السينما 10 ديسمبر 1988: فاز بجائزة الجيل الجديد، وترشح لجائزة أفضل فيلم أجنبي.
المجلس الوطني للمراجعة 13 ديسمبر 1988: فاز بجائزة أفضل الأفلام الأجنبية.
جمعية بوسطن لنقاد السينما لعام 1988: فاز بجائزة أفضل فيلم بلغة أجنبية.
مهرجان لوس أنجلوس للسيدات في السينما عام 1988: فاز بجائزة ليليان غيش.
مهرجان مونتريال السينمائي العالمي 1988: فاز بجائزة لجنة التحكيم، وفاز بجائزة طيران كندا للأفلام الأكثر شعبية في المهرجان، وفاز بجائزة لجنة التحكيم المسكونية.
جوائز جولدن جلوب 28 يناير 1989: ترشح لجائزة أفضل فيلم بلغة أجنبية.
جوائز سيزار 4 مارس 1989: ترشح لجائزة أفضل فيلم أجنبي.
جوائز الأوسكار 29 مارس 1989: ترشح لجائزة أفضل فيلم دولي روائي طويل.
جوائز الفيلم الوطني مايو 1989: فاز بجائزة أفضل فيلم روائي طويل باللغة الهندية، وفاز بجائزة أفضل ممثل طفل لشفيق سيد.
مهرجان أنوناي السينمائي الدولي 1989: فاز بجائزة الجمهور.
جوائز الأكاديمية البريطانية للأفلام 11 مارس 1990: ترشح لجائزة أفضل فيلم ليس باللغة الإنجليزية.
جوائز فيلم فير 1990: ترشح لجوائز (أفضل فيلم – أفضل إخراج – أفضل ممثلة مساعدة لأنيتا كانوار).

## روابط خارجية
- مقالات تستعمل روابط فنية بلا صلة مع ويكي بيانات